# I Dreamt I Dwelt In Marble Halls
I Dreamt I Dwelt In Marble Halls o The Gipsy Girl's Dream, o simplemente Marbles Halls es una popular aria de The Bohemian Girl, una ópera de 1843 de Michael William Balfe, con la letra escrita por Alfred Bunn. Muy popular en el siglo XIX, la pieza también ha encarnado en muchas composiciones y apariciones modernas. La melodía hace una breve aparición en el filme Dragonwyck de 1946. Una versión del tema es interpretada varias veces en la película de Jeanne Crain y William Holden "Apartment for Peggy" de 1948. Las más recientes apariciones de la canción en un estilo más new age fueron las grabadas por Enya en el álbum, ganador de un Grammy en '93, Shepherd Moons de Enya estrenado en 1991, cuya versión del tema aparece en la banda sonora del film, de Martin Scorsese, The Age of Innocence y la versión de Méav Ní Mhaolchatha interpretada para el espectáculo Celtic Woman: The Show y posteriormente en su álbum A Celtic Journey de 2005.

## Apariciones e Interpretaciones
- Enya interpretó el tema el cual posteriormente incluyó en su álbum Shepherd Moons.
- El conjunto irlandés Celtic Woman interpretó la pieza en su primer show, siendo interpretada por Méav Ní Mhaolchatha.
- Una versión de la canción interpretada por la artista Sinéad O'Connor apareció en la película irlandesa The Butcher Boy de 1997.

## Sencillo de Enya
«Marble Halls» es el nombre de una canción de interpretada por Enya, es el cuarto sencillo extraído del su álbum, ganador de un premio Grammy, Shepherd Moons de 1991. El tema apareció en el soundtrack de la película The Age of Innocence.

### Lista de temas
| Nº | Tema                  | Duración |
| -- | --------------------- | -------- |
| 1. | "Marble Halls"        | 3:52     |
| 2. | "'S Fagaim Mo Bhaile" | 3:57     |
| 3. | "Book of Days"        | 2:55     |
| 4. | "As Baile"            | 4:04     |

## Canción de Méav Ní Mhaolchtha
La destaca soprano Méav Ní Mhaolchatha interpretó el tema en tres ocasiones diferentes; la primera fue en 1999 para su primer álbum en solitario llamado de forma homónima Méav, la segunda oportunidad fue en su presentación en Celtic Woman donde cantó una versión más complementada instrumentalmente y finalmente para su tercer álbum de estudio llamado A Celtic Journey de 2005.
- Datos: Q1164825